# Рынкевич, Роман
Рома́н Рынке́вич (пол. Roman Rynkiewicz; 17 ноября 1981, Цеханув) — польский гребец-каноист, выступал за сборную Польши в период 2001—2011 годов. Участник летних Олимпийских игр в Пекине, чемпион мира, серебряный и бронзовый призёр чемпионатов Европы, победитель многих регат национального и международного значения.

## Биография
Роман Рынкевич родился 17 ноября 1981 года в городе Цехануве Мазовецкого воеводства. Активно заниматься греблей начал с раннего детства, проходил подготовку в Гожуве-Велькопольском в местном спортивном клубе AZS-AWF.
Первого серьёзного успеха на взрослом международном уровне добился в 2001 году, когда попал в основной состав польской национальной сборной и побывал на чемпионате Европы в Милане, откуда привёз две награды бронзового достоинства, выигранные в зачёте четырёхместных каноэ на дистанциях 500 и 1000 метров. Год спустя выступил на чемпионате мира в испанской Севилье и в километровой гонке четвёрок одержал победу, обогнав всех своих соперников. Ещё через год на аналогичных соревнованиях в американском Гейнсвилле получил в той же дисциплине бронзовую медаль.
В 2005 году Рынкевич добавил в послужной список бронзовую и серебряную награды, полученные на домашнем европейском первенстве в Познани в двойках на тысяче метрах и в четвёрках на пятистах метрах соответственно. Благодаря череде удачных выступлений удостоился права защищать честь страны на летних Олимпийских играх 2008 года в Пекине — вместе с напарником Данелем Ендрашко стартовал в программе каноэ-двоек на дистанции 500 метров, сумел дойти до финальной стадии, но в решающем заезде показал лишь девятый результат.
После пекинской Олимпиады Роман Рынкевич остался в основном составе гребной команды Польши и продолжил принимать участие в крупнейших международных регатах. Так, в 2009 году он представлял страну на чемпионате Европы в немецком Бранденбурге и стал здесь серебряным призёром в двойках на пятистах метрах. В следующем сезоне в эстафете 4 × 200 метров выиграл бронзовую медаль на чемпионате мира в Познани. Последний раз показал сколько-нибудь значимый результат на международной арене в 2011 году, когда в двойках на пятистах метрах взял бронзу на европейском первенстве в Белграде. Вскоре по окончании этих соревнований принял решение завершить карьеру профессионального спортсмена, уступив место в сборной молодым польским гребцам.